# Juaboso District
Koordinaten: 6° 24′ N, 2° 56′ W
Der Juaboso District ist einer von neun Distrikten der Western North Region des Staates Ghana. Er liegt im nördlichen Teil der Region und grenzt im Westen an das Nachbarland Elfenbeinküste, im Osten an die Ahafo Region.

## Wirtschaft, Umwelt und Infrastruktur
Der waldreiche Distrikt liegt in der Zone des tropischen Regenwaldes und beherbergt vier Waldreservate, das bekannteste ist der Bia National Park bei Kumkumso.
75 % der Erwerbstätigen arbeiten in der Landwirtschaft, produziert wird Kassava, Kochbananen, Mais, Yams, Reis und vor allem Kakao. Juaboso ist der größte Kakaoproduzent unter den Distrikten Ghanas. Daneben sind Holzwirtschaft (Wawa oder Abachi-Baum, Mahagoni und Odum-Baum) und Bergbau von Bedeutung.
Größter Fluss ist der Bia. Die Nationalstraße 12 führt auf der Strecke von Elubo nach Sunyani durch den südlichen Teil des Distriktes.